# Deutsche Meisterschaft im Straßenrennen 1979 (Amateure)
Die Deutsche Meisterschaft im Straßenrennen der Amateure 1979 wurde am 15. Juli in Gärtringen im Landkreis Böblingen in Baden-Württemberg ausgetragen. Startberechtigt waren die Amateure mit einer Lizenz des Bundes Deutscher Radfahrer. Die Strecke war 180 Kilometer lang. Sieger wurde Peter Kehl.

## Rennverlauf
Das Rennen war geprägt von der Rivalität der Favoriten, die sich gegenseitig bewachten und keinen Fahrer aus dem Kreis der Nationalmannschaft des Bundes Deutscher Radfahrer in eine Spitzengruppe abfahren ließen. Diese Situation machten sich einige bisher weniger bekannte Fahrer zu Nutze und dominierten das Meisterschaftsrennen. Knapp 200 Radrennfahrer gingen an den Start. Die Strecke bestand aus einem Rundkurs von 18 Kilometern Länge, der zehnmal absolviert wurde. Nach 156 Kilometern wurde eine Spitzengruppe mit Volker Kassun, Reimund Dietzen und Lothar Heiny nach langer Flucht eingeholt. Peter Kehl, Johannes Potrykus, Jörgfried Schleicher und Thomas Freienstein setzten zu einer Attacke an und kamen mit einer knappen Minute Vorsprung ins Ziel, wo Kehl den Sprint gewann.

## Ergebnis
|     | Fahrer               | Verein              | Zeit (h)       |
| --- | -------------------- | ------------------- | -------------- |
| 01. | Peter Kehl           | RuMC Sturm Hombruch | 4:51:54        |
| 02. | Jörgfried Schleicher | RV Siegburg         | gl. Zeit       |
| 03. | Thomas Freienstein   | PSV Köln            | gl. Zeit       |
| 04. | Johannes Potrykus    | RMC Schloß Neuhaus  | gl. Zeit       |
| 05. | Volker Kassun        | RC Charlottenburg   | + 0:56 Minuten |
| 06. | Lothar Heiny         | RSV Freiburg        | + 1:16 Minuten |
| 0 … |                      |                     |                |